# Sint-Petruskerk (Roggel)

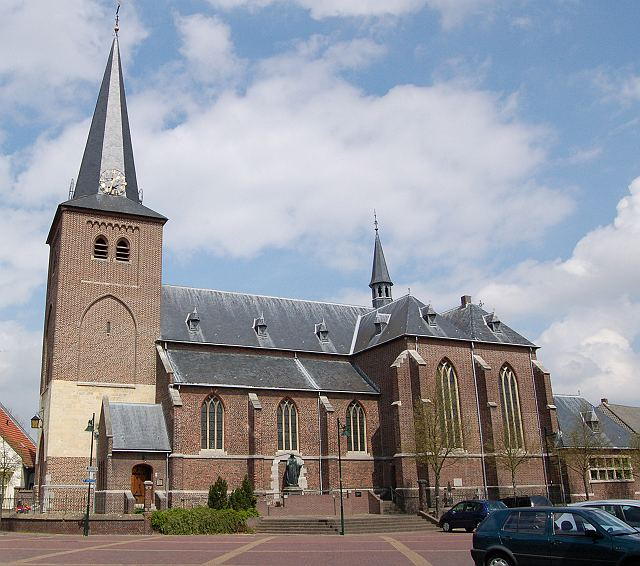
Sint-Petruskerk

De Sint-Petruskerk is de katholieke parochiekerk van Roggel, gelegen aan Markt 1.

## Geschiedenis
Er bestond te Roggel in de 13e eeuw reeds een kapel. In 1477 werd deze afgebroken en vervangen door een pseudobasiliek. Delen van schip en toren dateren nog van die tijd. In 1691 werd de kerk verwoest door brand, om daarna te worden herbouwd. In 1853 werd het schip met twee traveeën verlengd, werd een transept en een nieuw koor gebouwd en werd de noordbeuk vergroot. Deze kreeg bovendien een eigen koor. Dit alles vond plaats in neogotische stijl.
In 1929 vond een uitbreiding plaats naar ontwerp van Caspar Franssen. Eind 1944 werd de toren gedeeltelijk opgeblazen, deze werd in gewijzigde vorm hersteld naar ontwerp van Joseph Franssen.

## Gebouw
Het gebouw bestaat grotendeels uit baksteen. De onderbouw van de westtoren is echter gedeeltelijk in mergelsteen uitgevoerd. Het oudste deel van het schip wordt overwelfd met kruisbooggewelven. De scheibogen worden ondersteund door hardstenen pilaren met Maaskapitelen.
De kerk bezit twee 16e-eeuwse heiligenbeelden, en daarnaast zijn er diverse 18e-eeuwse beelden in barokstijl. Het barokke hoofdaltaar is afkomstig van het klooster Keizerbosch. Ook uit de 18e eeuw zijn de communiebanken in rococostijl, de zij-altaren en de orgelgalerij. Eugène Laudy vervaardigde in 1961-1963 de glas-in-loodramen.